# Julien Gracq
Julien Gracq (født 27. juli 1910, død 22. december 2007) var en fransk forfatter. Han tilhørte den surrealisterne.